# باتريسيو ترونكوسو
باتريسيو ترونكوسو (بالإسبانية: Patricio Troncoso)‏ هو مدرب كرة قدم ولاعب كرة قدم تشيلي في مركز الوسط، ولد في 10 يونيو 1992 في بوينتي آلتو في تشيلي. لعب مع ديبورتيس كولتشاغوا.

## وصلات خارجية
- باتريسيو ترونكوسو على موقع قاعدة بيانات كرة القدم.إي يو (الإنجليزية)
- باتريسيو ترونكوسو على موقع Soccerway.com (الإنجليزية)
- باتريسيو ترونكوسو على موقع AS.com (الإسبانية)